# Chim sâu mào đỏ
Chim sâu mào đỏ (danh pháp hai phần: Dicaeum nehrkorni) là một loài chích lá thuộc chi Dicaeum trong họ Chim sâu. Nó là loài đặc hữu của đảo Sulawesi ở Indonesia. Môi trường sống tự nhiên của nó là rừng đất thấp ẩm cận nhiệt đới hoặc nhiệt và rừng núi ẩm cận nhiệt đới hoặc nhiệt đới.